# ميك فانينج
ميك فانينج (بالإنجليزية: Mick Fanning)‏ هو متركمج أسترالي، ولد في 13 يونيو 1981 في Penrith, New South Wales ‏ في أستراليا.

## وصلات خارجية
- الموقع الرسمي
- ميك فانينج على موقع الرابطة العالمية لركوب الأمواج (الإنجليزية)
- ميك فانينج على موقع EncyclopediaOfSurfing.com (الإنجليزية)